# Regressione multipla
Nell'ambito della statistica e della econometria si intende per regressione multipla un metodo di stima di un modello in cui un certo numero di variabili (almeno due, ma in generale un numero qualsiasi) è usato per spiegare un'altra variabile.
Il modello generale assume la forma:
{\displaystyle Y=\beta X+\epsilon }
dove le variabili che sono usate per la spiegazione sono dette esplicative o regressori, mentre quella oggetto di analisi è detta spiegata o regressando. I termini regressore e regressando mutuano dall'inglese "regressors" e "regressand".